# Campeonato Paranaense de Futebol de 2025 - Terceira Divisão
O Campeonato Paranaense de Futebol de 2025 - Terceira Divisão será a 26ª edição desta competição futebolística organizada pela Federação Paranaense de Futebol.
A Terceirona tem previsão de início para o dia 23 de agosto e se estenderá até 6 de dezembro, conforme programado no calendário da Federação Paranaense de Futebol. A competição será disputada em quatro fases ao todo e contará com a presença de 13 clubes.

## Regulamento
O arbitral da competição foi realizado no dia 02 de junho, tendo o formato parecido ao da edição anterior, com três grupos regionalizados (A, B e C), em partidas de turno e returno. Os dois primeiros de cada grupo e os dois melhores terceiros colocados se classificam para a segunda fase. Para a classificação dos terceiros lugares, serão considerados os critérios de aproveitamento.
Na segunda fase começa o mata-mata. Em quartas de final, com jogos de ida e volta. Sendo 1º x 8º, 2º x 7º, 3º x 6º, 4º x 5º. Os clubes com melhor campanha decidem em casa.
Os classificados das quartas, avançam para a semifinal, nos mesmos moldes da fase anterior.
A quarta e última fase da competição será a final, também com jogos de ida e volta. A equipe de melhor campanha, considerando as três fases anteriores, decide em casa. Os dois finalistas conquistam vaga à segunda divisão estadual.

## Equipes participantes
| Baixa | Equipes rebaixadas da Segunda Divisão de 2024 |

| Equipe             | Cidade            | Campanha em 2024 | Títulos        |
| Araucária          | Araucária         | 11º lugar        | 0 (não possui) |
| Cambé              | Cambé             | 14° lugar        | 0 (não possui) |
| Campo Mourão       | Campo Mourão      | 10º lugar        | 0 (não possui) |
| City London        | Londrina          | EstreanteB       | 0 (não possui) |
| Grêmio Maringá     | Maringá           | 10º lugar        | 1 (2022)       |
| Hope Internacional | Campo Largo       | 4° lugar         | 0 (não possui) |
| Iraty              | Irati             | 7º lugar         | 0 (não possui) |
| Oeste Brasil       | Toledo            | 8° lugar         | 0 (não possui) |
| Portuguesa-PR      | Londrina          | 9º lugar         | 0 (não possui) |
| Prudentópolis      | Prudentópolis     | 12° lugar        | 1 (2008)       |
| SAMAS              | São Mateus do Sul | EstreanteA       | 0 (não possui) |
| União              | Francisco Beltrão | 13° lugar        | 1 (2016)       |
| Verê               | Verê              | 5° lugar         | 0 (não possui) |

AO Rolândia EC transferiu-se para a cidade de São Mateus do Sul e passa a utilizar o nome SAMAS.
BO Apucarana Sports transferiu-se para a cidade de Londrina e passa a utilizar o nome City London.

## Primeira fase
Grupo A
Grupo B
Grupo C